# Victoria Haralabidou
Victoria Haralabidou (en griego: Βικτώρια Χαραλαμπίδου) es una actriz greco-australiana nacida en Rusia.

## Biografía
Victoria es hija de padre griego póntico de Trabzon y de madre griega.
A los 15 años se mudó con su familia a Atenas, Grecia; más tarde regresó a Rusia para estudiar en el "Institute of Cinematography" en Moscú y en 2005 se mudó a Australia.
Victoria está casada y tiene un hijo.

## Carrera
En 2004 se unió al elenco de la película griega Nyfes, en la que interpretó a Niki Douka junto a los actores Damian Lewis y Steven Berkoff.
En 2008 apareció en la serie médica All Saints, donde dio vida a Ashleigh Wellburn.
El 30 de julio de 2009 apareció como invitada en varios episodios de la exitosa serie australiana Home and Away, donde interpretó a la exesposa del doctor Sid Walker y madre de Indigo Walker y Dexter Walker. Victoria apareció de nuevo como invitada en la serie en tres episodios en 2011.
Ese mismo año apareció en la película Blessed, donde interpretó a Gina, una madre griega trabajadora con un hijo gay y una hija rebelde.
En 2011 apareció como invitada en la serie East West 101, donde interpretó a Saja; anteriormente había aparecido por primera vez en la serie en 2008, cuando interpretó a Helena Tadic en el episodio Haunted by the Past.

## Filmografía

### Series de televisión
| Año         | Serie           | Personaje         | Notas                            |
| ----------- | --------------- | ----------------- | -------------------------------- |
| 2017        | The Leftovers   | Dr. Matti Bekker  | 3 episodios                      |
| 2016        | Deep Water      | Anna Rexhaj       | 4 episodios                      |
| 2016        | Barracuda       | Stephanie Kelly   | 4 episodios - miniserie          |
| 2014 - 2016 | The Code        | Alilah Parande    | 10 episodios                     |
| 2016        | Hyde & Seek     | Parisa Ruhani     | episodio # 1.6                   |
| 2009, 2011  | Home and Away   | Jodi Walker       | 6 episodios                      |
| 2011        | East West 101   | Saja              | 2 episodios                      |
| 2009        | My Place        | Mama              | 3 episodios                      |
| 2008        | The Strip       | Lena Ivanova      | episodio # 1.9                   |
| 2008        | All Saints      | Ashleigh Wellburn | episodio "The Hand You're Dealt" |
| 2004        | Etsi xafnika    | -                 | -                                |
| 2000        | Kokkinos kyklos | -                 | episodio "To klouvi"             |

### Películas
| Año  | Título                          | Personaje       | Notas |
| ---- | ------------------------------- | --------------- | --- |
| 2012 | Thirst                          | Minna           | junto a Myles Pollard, Hanna Mangan Lawrence y Tom Green                                                      |
| 2010 | The Love Song of Iskra Prufrock | Iskra           | corto - junto a Gabrielle Chan, Luke Elliot y Julian Ramundi                                                  |
| 2009 | Psyhi vathia                    | Giannoula       | junto a Vangelis Mourikis, Giorgos Symeonidis y Kostas Kleftogiannis                                          |
| 2009 | Blessed                         | Gina            | junto a Miranda Otto, Frances O'Connor, William McInnes, Ditch Davey, Sophie Lowe, Eva Lazzaro y Reef Ireland |
| 2009 | Apricot                         | Tía de Marcel   | corto - junto a Ewen Leslie, Laura Gordon y Joshua Rozzi                                                      |
| 2008 | The Informant                   | Vanessa Nikitin | junto a William McInnes, Leeanna Walsman, Colin Friels, Stephen Curry, Matt Day y Salvatore Coco              |
| 2004 | Nyfes                           | Niki Douka      | junto a Damian Lewis, Andréa Ferréol, Dimitri Katalifos y Steven Berkoff                                      |
| 2000 | Enas laberos ilios              | -               | corto - junto a Patis Koutsaftis, Manolis Mavromatakis y Alex Moukanos                                        |
| 1996 | Inepoli                         | -               | junto a Hristos Rigas y Nikolaos Davas                                                                        |

### Teatro
| Año  | Obra                   | Personaje        | Director      | Teatro          | Notas                                                                             |
| ---- | ---------------------- | ---------------- | ------------- | --------------- | --------------------------------------------------------------------------------- |
| 2013 | A Murder Is Announced  | Mitzi            | Darren Yap    | Sydney Theatre  | junto a James Beck, Judi Farr, Debra Lawrance y Deidre Rubenstein                 |
| 2007 | Italian Straw Hat      | Anaïs Beaujolais | -             | -               | -                                                                                 |
| 2005 | Stuff Happens          | Cherie Blair     | Neil Armfield | York Theatre    | junto a Paul Bertram, Peter Carroll, Russell Dykstra, Rhys Muldoon y Sandy Winton |
| 2002 | Curse of the Starrving | Emma             | -             | Colonus Theatre | -                                                                                 |
| 2001 | Dear Elena             | Lialia           | -             | Colonus Theatre | -                                                                                 |
| 1998 | Suburbia               | Beebee           | -             | Fournos Theatre | -                                                                                 |

## Premios y nominaciones
| Año  | Categoría    | Premio                  | Película | Resultado |
| ---- | ------------ | ----------------------- | -------- | --------- |
| 2004 | Best Actress | Greek Competition Award | Nyfes    | Ganó      |